# Drepanostachyum polystachyum
Drepanostachyum polystachyum là một loài thực vật có hoa trong họ Hòa thảo. Loài này được (Kurz ex Gamble) R.B.Majumdar mô tả khoa học đầu tiên năm 1989.